# Изворът (филм)
„Изворът“ (на английски: The Fountainhead) е американски драматичен филм от 1949 година, създаден по бестселъра на Айн Ранд със същото име - „Изворът“. Главните роли изпълняват Гари Купър, Патриша Нийл, Реймънд Маси, Робърт Дъглас и Кент Смит. Режисьор на филма е Кинг Видор, по сценарий на Айн Ранд.

## Сюжет
Филмът започва с няколко сцени от началото на кариерата на главния герой - Хауърд Роурк, индивидуалистичен архитект. Той е изключен от института за отказ да следва традициите, отива в Ню Йорк и си наема работа в архитектурно бюро?! Хенри Камерън, който загубил кариерата си като успешен архитект, не искал да се адаптира към социалните вкусове. По-късно бюрото затваря, Хауърд Роарк работи сам. Няма поръчки и клиенти, дълговете нарастват, но Хауърд отхвърля доходоносна оферта за банков проект, защото клиентите искат да променят идеята му, украсявайки небостъргач, за да комбинира няколко стила. Хауърд получава работа като каменоделец в гранитна кариера, собственост на Гай Франкън. Тук той случайно среща дъщерята на собственика Доминик Франкън, която води колона за интериорен дизайн в известното списание „Banner Gale Winand“. Хауърд и Доминик се влюбват един в друг от пръв поглед.
Неговият приятел Питър Кийтинг междувременно завършва институт и работи в Ню Йорк, започва работа в известна архитектурна фирма, която се управлява от Гай Франкън. Той придобива слава и става успешен, всеки път приемащ исканията на клиентите и следвайки тенденциите на времето. Възложен му е проект за изграждане на сграда, която Хауърд Роурк отказал...

## В ролите
| Актьор        | Роля            |
| ------------- | --------------- |
| Гари Купър    | Хауърд Роурк    |
| Патриша Нийл  | Доминик Франкън |
| Реймънд Маси  | Гейл Уайнънд    |
| Робърт Дъглас | Елсуърт Тухи    |
| Кент Смит     | Питър Кийтинг   |